# کلیتن اینس
کلیتن اینس (انگلیسی: Clayton Ince؛ زادهٔ ۱۲ ژوئیهٔ ۱۹۷۲) یک بازیکن فوتبال اهل ترینیداد و توباگو است.
وی همچنین در تیم ملی فوتبال ترینیداد و توباگو بازی کرده‌است.